# Francis Vals
Pour les articles homonymes, voir Vals.
Francis Vals, né le 9 janvier 1910 à Leucate (Aude) et mort le 26 juin 1974 à Luxembourg (Luxembourg), est un homme politique français, membre du Parti socialiste.

## Biographie
Originaire d'une famille modeste, Francis Vals est orphelin à 12 ans. Après des études à Narbonne, il entre à l'école normale de Carcassonne en vue de devenir instituteur. C'est là qu'il découvre le rugby. Il s'intéresse très tôt à la politique et s'inscrit dès 1927 aux Jeunesses Socialistes de la SFIO. À la sortie de l'École Normale, il est nommé instituteur puis professeur de sport et continue une carrière sportive au Racing Club de Narbonne dès 1931. C'est dans ce club qu'il contribue, par un essai décisif, à la victoire de son équipe au championnat de France de rugby en 1936. Il est également attiré par la franc-maçonnerie dans laquelle il entre en 1935, membre de la Loge « La Libre Pensée » de Narbonne, dépendant du Grand Orient de France[réf. souhaitée].
Combattant lors de la Seconde Guerre mondiale, il est décoré de la Croix de Guerre. À la démobilisation, il devient un résistant actif . En 1944, il est un chef régional du mouvement de libération national et installe à Narbonne un comité départemental de libération dont il devient le président. Ces actions lui valent la Médaille de la Résistance.
À la libération, il est nommé inspecteur régional de la Jeunesse et des Sports et s'engage en politique. De 1945 à 1959 il est conseiller municipal de Leucate. En 1945 également, il devient conseiller général du canton de Sigean et, de 1949 à 1951, président du conseil général de l'Aude, fonction qu'il cède en 1951 quand il est élu député de l'Aude au côté de Georges Guille. En 1959, Francis Vals est élu maire socialiste SFIO de Narbonne et le reste jusqu'en 1971, date à laquelle il est battu par Hubert Mouly, divers droite.
Parallèlement, il assume le mandat de député de Narbonne, d'abord dans le groupe socialiste (1951-1967) puis dans celui de la Fédération de la gauche démocrate et socialiste (1967-1973) et enfin dans le groupe du parti socialiste et radicaux de gauche (1973-1974).
À partir de 1958, il participe à la nouvelle Assemblée européenne, renommée en 1962 Parlement européen, où il est membre de nombreuses commissions, vice-président de la commission de l'agriculture, président de la commission des finances et du budget et enfin président du groupe socialiste.
En janvier 1974, Francis Vals est élu premier président du conseil régional du Languedoc-Roussillon.
Francis Vals meurt, en cours de mandat, le 26 juin 1974, au Luxembourg où il participait aux travaux de l'Assemblée parlementaire européenne. Il est inhumé dans le cimetière de Leucate.
Méfiant envers le communisme, et envers le gaullisme, c'est sous un programme anticommuniste et antigaulliste qu'il est élu député en 1951. En 1958, il s'opposera à l'investiture de Général de Gaulle. De forte conviction laïque, il défendra l'école laïque face à l'enseignement privé. Ses mandats de député le conduisent à s'intéresser à l'outre-mer pour lequel il souhaite un « maintien de la présence française par l'association librement consentie, l'indépendance et l'interdépendance » et dont il essaie de protéger l'économie par des propositions de réglementation sur les droits de douane. Il est également intervenu pour défendre sa région dans le domaine viticole et minier. Francis Vals possédait une  forte conviction européenne, il approuvera en 1951 la création de la Communauté européenne du charbon et de l'acier et soutiendra la cause de l'Europe tout au long de son mandat. Il défendait l'idée que le parlement européen doit bénéficier de plus de pouvoir et que ses représentants doivent être élus au suffrage universel. Les personnes qui l'ont côtoyé à l'Assemblée nationale soulignent son « caractère réservé, peu porté à se mettre en vedette » et « sa passion [qui] n'était pas d'occuper les places, mais d'accomplir les tâches ».
En son honneur, le groupe S&D du parlement européen crée, en 1974, le «Fonds Francis Vals» destiné à financer des stages pour des études sur  l'activité des socialistes dans l'Union européenne.

## Honneurs et distinctions
- Croix de guerre 1939–1945
- Médaille de la Résistance française
- Chevalier de l'ordre des Palmes académiques